# Serie Mundial de 2009
La Serie Mundial de 2009 fue disputada entre los New York Yankees y Philadelphia Phillies. En su cuadragésima presentación en un clásico de otoño, y al que no asístían desde el año 2003, los Yankees se alzaron con el vigésimo séptimo título en su historia. Por su parte, los Phillies, a pesar de ganar el primer encuentro, terminaron perdiendo el sexto juego —y dos de los tres juegos como locales— para terminar sus esperanzas de repetir el título logrado el año anterior. 
Como hito en la historia de las Series Mundiales, los umpires realizaron por primera vez la revisión de una jugada a través de la repetición de vídeo, y, dentro de las marcas personales acontecidas durante los encuentros, Chase Utley empató el mayor número de cuadrangulares en una Serie Mundial. Asimismo, el japonés Hideki Matsui fue elegido como el Jugador Más Valioso, siendo el primero de esta nacionalidad en hacerse acreedor de este reconocimiento. Las partidas terminaron en el mes de noviembre, contrario a la tradicional finalización del mes de octubre, hecho que sucede por segunda vez desde 1903.

## Transmisión televisiva
El evento fue transmitido a nivel nacional por la cadena FOX Sports, siendo el juego número cuatro el que resultó con mayor audiencia. A nivel internacional la serie llegó a 229 países en trece idiomas distintos, y las cadenas emisoras incluyeron a FOX Sports en Español y también a ESPN Internacional.

## Equipos

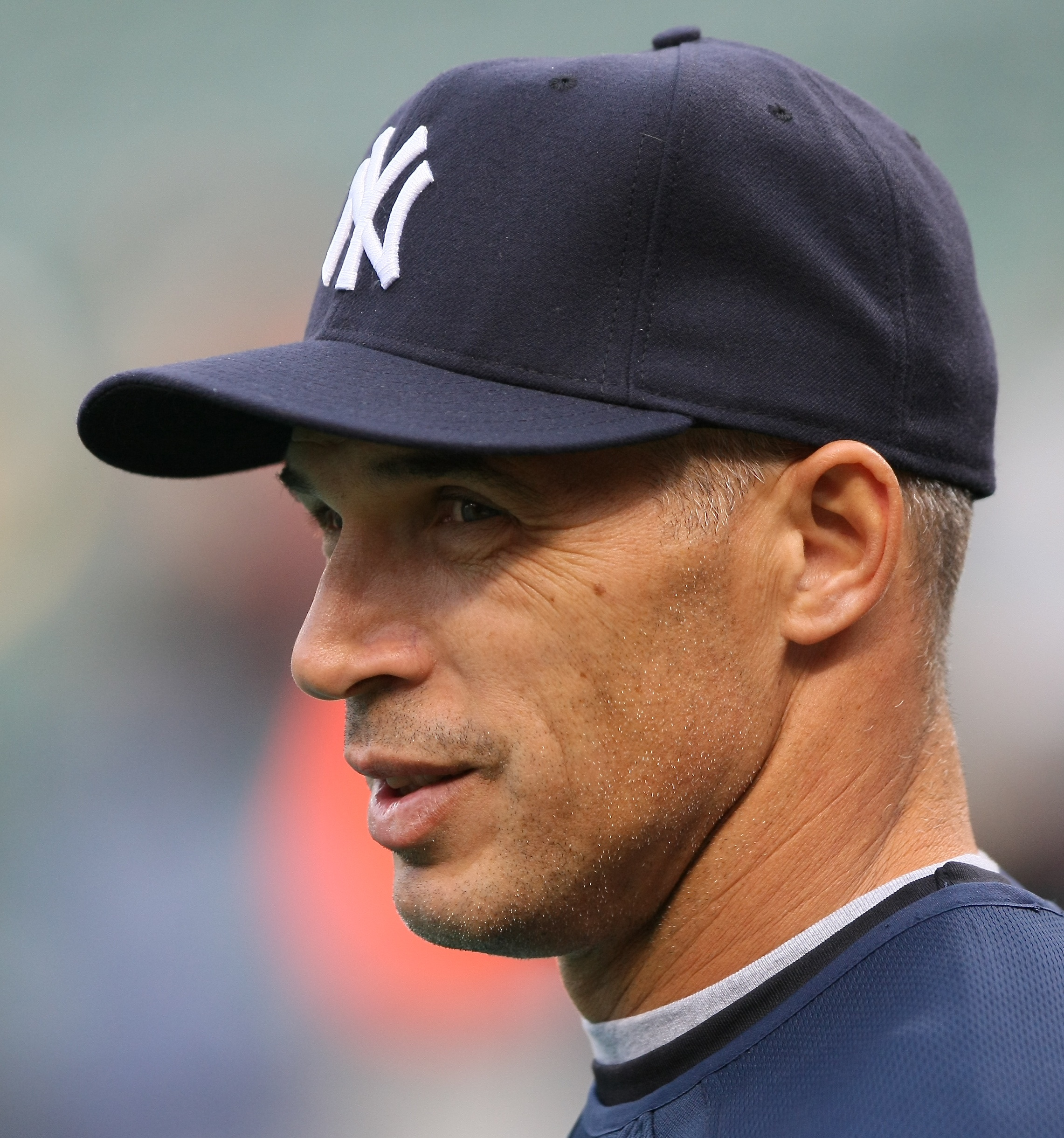
Joe Girardi, mánager de los Yankees.

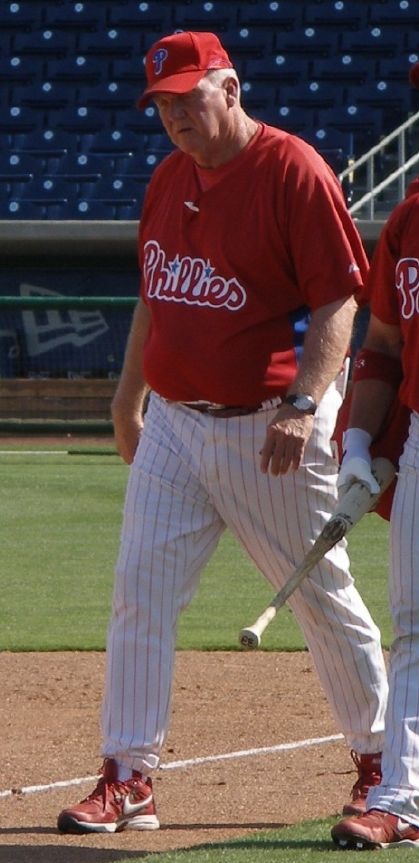
Charlie Manuel, mánager de los Phillies.

Los Philadelphia Phillies asistieron a su segundo clásico de otoño consecutivo, y arribaron como campeones de las Grandes Ligas. Terminaron la temporada regular con 93 victorias y 69 derrotas; en postemporada lograron superar a los Colorado Rockies en cuatro juegos (3 victorias por 1 derrota) por la Serie Divisional, y se adjudicaron el banderín de la Liga Nacional tras aventajar a Los Angeles Dodgers en cinco partidos (4-1).
Los Yankees, por su parte, se presentaban a su cuadragésima Serie Mundial en su historia, a la que no acudían desde 2003. Con una marca de 103-59 en la temporada regular, ganaron la Serie Divisional frente a los Minnesota Twins (3-0) y el campeonato de la Liga Americana frente a Los Angeles Angels of Anaheim (4-2). Ambas franquicias tenían un antecedente de enfrentamiento realizado en la temporada de 1950.

### Desempeño en la postemporada
|  | Serie Divisional | Serie Divisional      | Serie Divisional      |   |                     | Campeonato de la Liga | Campeonato de la Liga | Campeonato de la Liga |  |  | Serie Mundial | Serie Mundial    | Serie Mundial |
|  |                  |                       |                       |   |                     |                       |                       |                       |  |  |               |                  |               |
|  | 1                | New York Yankees      | 3                     |   |                     |                       |                       |                       |  |  |               |                  |               |
|  | 2                | Minnesota Twins       | 0                     |   |                     |                       |                       |                       |  |  |               |                  |               |
|  | 2                | Minnesota Twins       | 0                     |   | 1                   | New York Yankees      | 4                     |                       |  |  |               |                  |               |
|  | Liga Americana   |                       |                       |   | 1                   | New York Yankees      | 4                     |                       |  |  |               |                  |               |
|  |                  | 3                     | L. A. Angels          | 2 |                     |                       |                       |                       |  |  |               |                  |               |
|  | 3                | 3                     | L. A. Angels          | 2 | L. A. Angels        | 3                     |                       |                       |  |  |               |                  |               |
|  | 3                |                       |                       |   | L. A. Angels        | 3                     |                       |                       |  |  |               |                  |               |
|  | 4                | Boston Red Sox        | 0                     |   |                     |                       |                       |                       |  |  |               |                  |               |
|  |                  |                       |                       |   |                     |                       |                       |                       |  |  | AL1           | New York Yankees | 4             |
|  |                  | NL1                   | Philadelphia Phillies | 2 |                     |                       |                       |                       |  |  |               |                  |               |
|  | 1                | Philadelphia Phillies | 3                     |   |                     |                       |                       |                       |  |  |               |                  |               |
|  | 4                | Colorado Rockies      | 1                     |   |                     |                       |                       |                       |  |  |               |                  |               |
|  | 4                | Colorado Rockies      | 1                     |   | 1                   | Philadelphia Phillies | 4                     |                       |  |  |               |                  |               |
|  | Liga Nacional    |                       |                       |   | 1                   | Philadelphia Phillies | 4                     |                       |  |  |               |                  |               |
|  |                  | 3                     | L.A. Dodgers          | 1 |                     |                       |                       |                       |  |  |               |                  |               |
|  | 2                | 3                     | L.A. Dodgers          | 1 | St. Louis Cardinals | 0                     |                       |                       |  |  |               |                  |               |
|  | 2                |                       |                       |   | St. Louis Cardinals | 0                     |                       |                       |  |  |               |                  |               |
|  | 3                | L.A. Dodgers          | 3                     |   |                     |                       |                       |                       |  |  |               |                  |               |

1: Campeón División Este, 2: Campeón División Central, 3: Campeón División Oeste, 4: Comodín

|                                                           |
| Campeón de las Grandes Ligas New York Yankees 27.º título |

## Desarrollo

### Juego 1
- Día: 28 de octubre
- Estadio: Yankee Stadium
- Lugar: Bronx, Nueva York
- Asistencia: 50.207

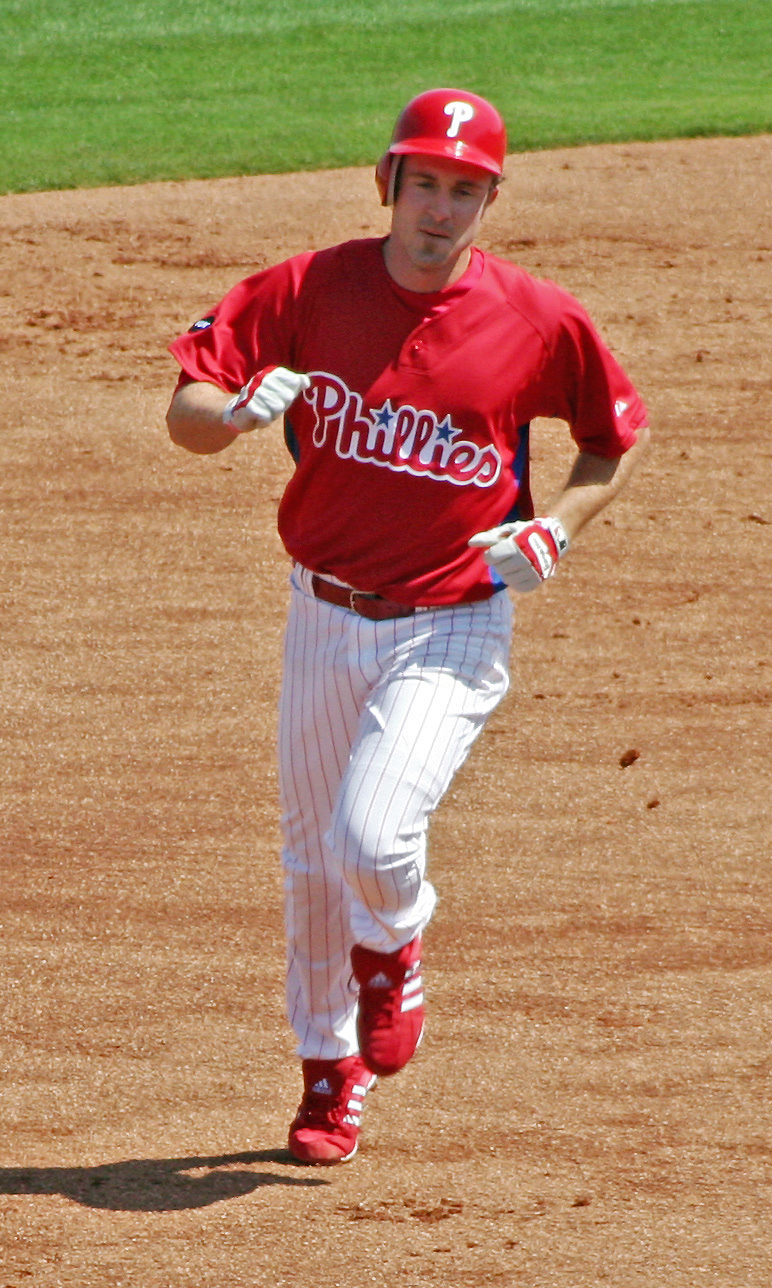
Chase Utley.

- Umpires: HP: Gerry Davis. 1B: Jeff Nelson. 2B: Brian Gorman. 3B: Mike Everitt. LF: Dana DeMuth. RF: Joe West.

| Equipo                                                        | 1 | 2 | 3 | 4 | 5 | 6 | 7 | 8 | 9 | C | H | E |
| ------------------------------------------------------------- | - | - | - | - | - | - | - | - | - | - | - | - |
| Philadelphia                                                  | 0 | 0 | 1 | 0 | 0 | 1 | 0 | 2 | 2 | 6 | 9 | 1 |
| New York                                                      | 0 | 0 | 0 | 0 | 0 | 0 | 0 | 0 | 1 | 1 | 6 | 0 |
| G: Cliff Lee (1-0) P: C. C. Sabathia (0-1) HR: Chase Utley: 2 |   |   |   |   |   |   |   |   |   |   |   |   |

Los Phillis abrieron el marcador en la parte alta de la tercera entrada por medio de home run solitario de Chase Utley frente al abridor de los Yankees C. C. Sabathia. Utley repetiría esta acción en el sexto episodio para poner las acciones 2-0. Los de Philadelphia ampliaron el score (4-0) en el octavo inning con sencillo de Raúl Ibáñez, frente al relevista David Robertson, que impulsó a Jimmy Rollins y Shane Victorino al home; esta misma entrada Phil Hughes había sustituido a Sabathia (7 I, 2 ER, 6 SO, 2 HR). Dos anotaciones más llegaron para los Phillies en el noveno episodio con sencillo de Shane Victorino, que impulsó a Carlos Ruiz, y doble de Ryan Howard, que llevó a Rollins al plato. La ofensiva de los Yankees, por su parte, fue silenciada a través de todo el juego por el lanzador ganador Cliff Lee (9 I, 0 ER, 6 SO, 0 HR). Los locales anotaron su única carrera en el último inning cuando Derek Jeter arribó al home, estando en segunda base, cuando Mark Teixeira falló por jugada de selección.

### Juego 2
- Día: 29 de octubre
- Estadio: Yankee Stadium
- Lugar: Bronx, Nueva York
- Asistencia: 50.181
- Umpires: HP: Jeff Nelson. 1B: Brian Gorman. 2B: Mike Everitt. 3B: Dana DeMuth. LF: Joe West. RF: Gerry Davis.

| Equipo                                                                                                 | 1 | 2 | 3 | 4 | 5 | 6 | 7 | 8 | 9 | C | H | E |
| --- | - | - | - | - | - | - | - | - | - | - | - | - |
| Philadelphia                                                                                           | 0 | 1 | 0 | 0 | 0 | 0 | 0 | 0 | 0 | 1 | 6 | 0 |
| New York                                                                                               | 0 | 0 | 0 | 1 | 0 | 1 | 1 | 0 | - | 3 | 8 | 0 |
| G: A.J. Burnett (1-0) P: Pedro Martínez (0-1) S: Mariano Rivera HR: Mark Teixeira: 1, Hideki Matsui: 1 |   |   |   |   |   |   |   |   |   |   |   |   |

En la parte alta del segundo episodio, los Phillies se adelantaron en el marcador con sencillo de Matt Stairs, frente al abridor A.J. Burnett, impulsando a Raúl Ibáñez que estaba en segunda base. Los Yankees respondieron en la cuarta entrada con cuadrangular de Mark Teixeira frente a Pedro Martínez. Nuevamente los locales se adjudicarían una carrera, en el sexto inning, con otro home run solitario de Hideki Matsui para poner el score 2-1. En el séptimo, Jorge Posada bateó un sencillo frente al relevista Chan Ho Park, que había reemplazado a Martínez (6 I, 3 ER, 8 SO, 2 HR), impulsor de una carrera anotada por Brett Gardner desde tercera base. En el octavo episodio y con el marcador 3-1, Burnett (7 I, 1 ER, 9 SO, 0 HR), quien silenció la ofensiva de los Phillies por siete entradas, fue relevado por Mariano Rivera que lanzó los innings ocho y nueve logrando mantener la diferencia.

### Juego 3
- Día: 31 de octubre
- Estadio: Citizens Bank Park
- Lugar: Filadelfia
- Asistencia: 46.061

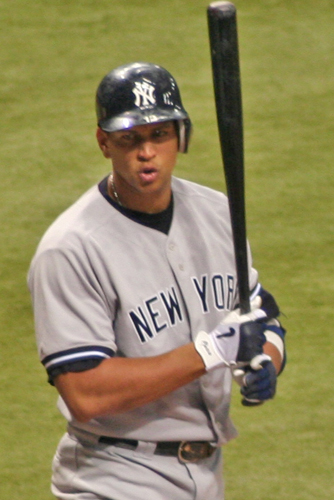
Alex Rodríguez.

- Umpires: HP: Brian Gorman. 1B: Mike Everitt. 2B: Dana DeMuth. 3B: Joe West. LF: Gerry Davis. RF: Jeff Nelson.

| Equipo | 1 | 2 | 3 | 4 | 5 | 6 | 7 | 8 | 9 | C | H | E |
| --- | - | - | - | - | - | - | - | - | - | - | - | - |
| New York | 0 | 0 | 0 | 2 | 3 | 1 | 1 | 1 | 0 | 8 | 8 | 1 |
| Philadelphia | 0 | 3 | 0 | 0 | 0 | 1 | 0 | 0 | 1 | 5 | 6 | 0 |
| G: Andy Pettitte (1-0) P: Cole Hamels (0-1) HR: NYY-Alex Rodríguez: 1, Nick Swisher: 1, Hideki Matsui: 1 (2) PHI-Jayson Werth: 2 |   |   |   |   |   |   |   |   |   |   |   |   |

En el segundo episodio los Phillies iniciaron el marcador con cuadrangular de Jayson Werth al jardín izquierdo frente al abridor Andy Pettitte. Ese mismo inning, con las bases llenas, Jimmy Rollins obtuvo base por bolas e impulsó a Pedro Feliz para la segunda carrera de Philadephia. Después Shane Victorino batearía un fly de sacrificio para poner el marcador 3-0 con anotación de Carlos Ruiz. En la cuarta entrada, Mark Teixeira, por los Yankees, obtuvo base por bolas del abridor Cole Hamels, y Alex Rodríguez anotaría un home run al jardín derecho para dejar el score 2-3. En un principio a Rodríguez le fue concedido un doblete, pero ante reclamos del mánager Joe Girardi de que la pelota había golpeado una cámara afuera del terreno, siendo por tanto home run, los umpires decidieron revisar la jugada por repetición en vídeo y otorgaron el cuadrangular. Esta ha sido la primera vez en la historia de las Series Mundiales que la tecnología es utilizada para comprobar una acción del partido.
En la quinta entrada los visitantes empataron el marcador con sencillo del lanzador Pettitte impulsando a Nick Swisher, y se irían adelante 3-5 cuando Johnny Damon bateó un doble empujando a Pettitte y Derek Jeter que se había tomado la primera base por sencillo. Esta misma entrada el abridor Hamels (4.1 I, 5 ER, 3 SO, 1 HR) fue relevado por J.A. Happ. Una carrera más para los Yankees fue registrada por cuandrangular de Swisher, en la entrada número seis, para dejar el marcador 3-6. Sin embargo, los Phillies acortaron distancias (4-6) en la parte baja de esa entrada por cuadrangular de Jayson Werth. En el séptimo, los Yankees anotaron la séptima carrera con sencillo de Jorge Posada impulsando a Damon. En la parte baja de este inning, el lanzador abridor Pettitte (6 I, 4 ER, 7 SO, 2 HR) fue relevado por Joba Chamberlain. En el octavo, Hideki Matsui puso el score 4-8 por medio de otro cuadrangular, y los Phillies respondieron con otro batazo de cuatro esquinas de Carlos Ruiz en la parte baja del noveno. Con el marcador 5-8, y con un out, Mariano Rivera entró a la loma a cerrar el encuentro por los Yankees. El juego inició con atraso de una hora y veinte minutos debido a la lluvia.

### Juego 4
- Día: 1 de noviembre
- Estadio: Citizens Bank Park
- Lugar: Filadelfia
- Asistencia: 46.145

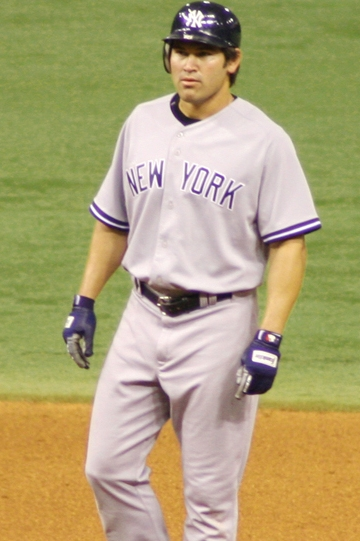
Johnny Damon.

- Umpires: HP: Mike Everitt. 1B: Dana DeMuth. 2B: Joe West. 3B: Gerry Davis. LF: Jeff Nelson. RF: Brian Gorman.

| Equipo | 1 | 2 | 3 | 4 | 5 | 6 | 7 | 8 | 9 | C | H | E |
| --- | - | - | - | - | - | - | - | - | - | - | - | - |
| New York                                                                                                   | 2 | 0 | 0 | 0 | 2 | 0 | 0 | 0 | 3 | 7 | 9 | 1 |
| Philadelphia                                                                                               | 1 | 0 | 0 | 1 | 0 | 0 | 1 | 1 | 0 | 4 | 8 | 1 |
| G: Joba Chamberlain (1-0) P: Brad Lidge (0-1) S: Mariano Rivera (2) HR: Chase Utley: 1 (3), Pedro Feliz: 1 |   |   |   |   |   |   |   |   |   |   |   |   |

Los Yankees se adelantaron en el marcador, en el primer episodio, con un roletazo fallido de Mark Teixeira dentro del cuadro frente a Joe Blanton, que llevó a Derek Jeter al home. Posteriormente, Jorge Posada provocó un fly de sacrificio, ocasionando que Johnny Damon anotara para poner el score 0-2. Los Phillies acortaron distancias ese primer inning, con doble de Chase Utley, frente a C. C. Sabathia, impulsando a Shane Victorino. Fue en la cuarta entrada que los locales empataron las acciones con sencillo de Pedro Feliz impulsando a Ryan Howard desde segunda base. Sin embargo, los Yankees ampliaron el tanteador (2-4), en la quinta entrada, con sencillos consecutivos de Jeter empujando a Nick Swisher, y Johnny Damon a Melky Cabrera. 
Blanton (6 I, 4 ER, 7 SO, 0 HR), abridor de los Phillies, fue relevado en la séptima entrada por Chan Ho Park. Ese mismo episodio los Phillies registraron la tercera carrera por cuadrangular de Utley, y Dámaso Marte relevaría a Sabathia (6.2 I, 3 ER, 6 SO, 1 HR) por los Yankees. En la última entrada, la visita, frente a Brad Lidge en el montículo, marcó la quinta carrera por doble de Alex Rodríguez empujando a Damon, y dos más por sencillo de Jorge Posada impulsando a Teixeira y Rodríguez. Mariano Rivera salvó el encuentro en la parte baja del noveno para los Yankees.

### Juego 5
- Día: 2 de noviembre
- Estadio: Citizens Bank Park
- Lugar: Filadelfia
- Asistencia: 46.178

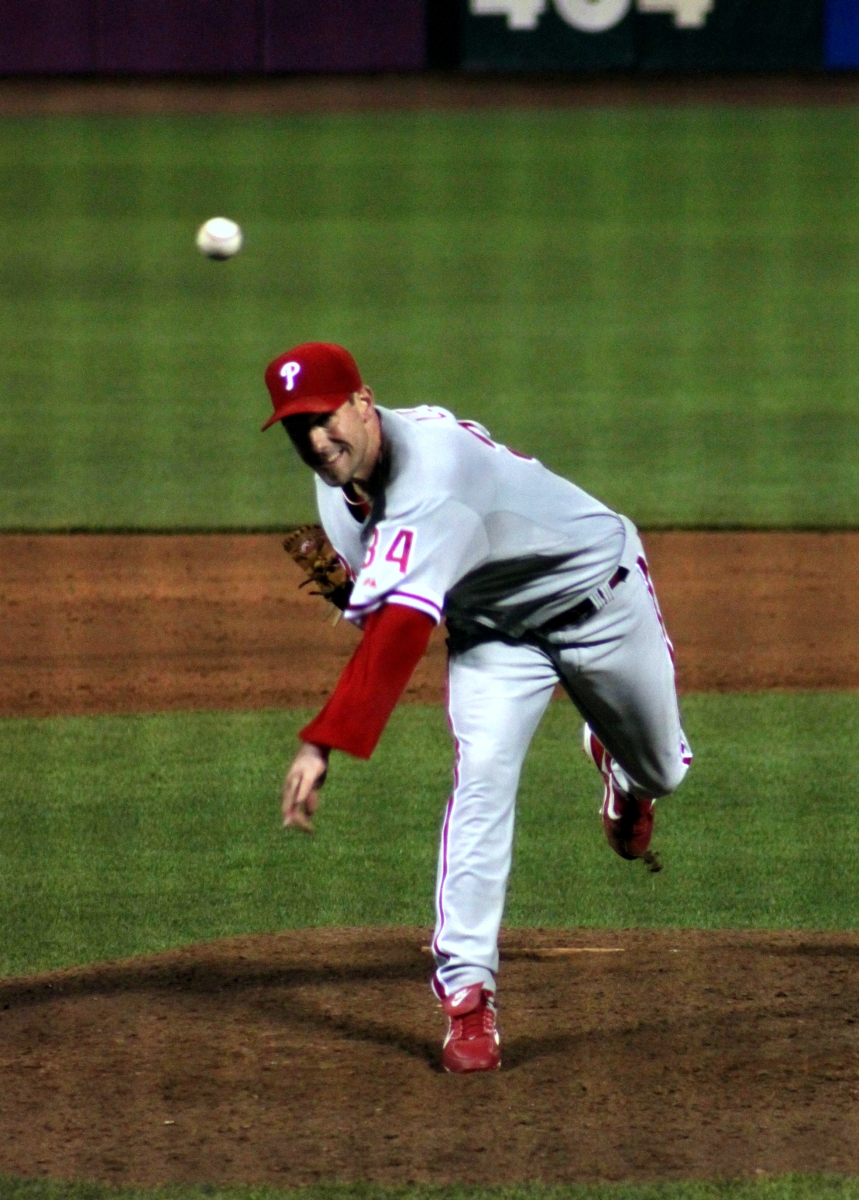
Cliff Lee.

- Umpires: HP: Dana DeMuth. 1B: Joe West. 2B: Gerry Davis. 3B: Jeff Nelson. LF: Brian Gorman. RF: Mike Everitt.

| Equipo                                                                                              | 1 | 2 | 3 | 4 | 5 | 6 | 7 | 8 | 9 | C | H  | E |
| --------------------------------------------------------------------------------------------------- | - | - | - | - | - | - | - | - | - | - | -- | - |
| New York                                                                                            | 1 | 0 | 0 | 0 | 1 | 0 | 0 | 3 | 1 | 6 | 10 | 0 |
| Philadelphia                                                                                        | 3 | 0 | 3 | 0 | 0 | 0 | 2 | 0 | - | 8 | 9  | 0 |
| G: Cliff Lee (2–0) P: A. J. Burnett (1–1) S: Ryan Madson (1) HR: Chase Utley: 2 (5), Raúl Ibáñez: 1 |   |   |   |   |   |   |   |   |   |   |    |   |

Los Yankees inauguraron el marcador con doble de Alex Rodríguez, frente al abridor Cliff Lee y en el primer episodio, impulsando a Johnny Damon desde primera base. En la parte baja de esa entrada, Chase Utley bateó un cuadrangular de tres carreras, frente a A. J. Burnett, impulsando a Jimmy Rollins y Shane Victorino. Los locales ampliaron el marcador 6–1 en el tercer inning, con sencillos de Jayson Werth que empujó a Utley, y de Raúl Ibáñez que llevó a Ryan Howard al plato; a esa altura David Robertson relevó a Burnett (2 I, 6 ER, 2 SO, 1 HR). La sexta carrera llegaría, ese mismo episodio, cuando Carlos Ruiz falló por jugada de selección, impulsando a Werth. Los Yankees dejaron el score 2–6 en la quinta entrada, cuando Damon falló con roletazo en el cuadro empujando a Eric Hinske.
En el séptimo episodio, los Phillies anotaron dos carreras más con cuadrangulares solitarios de Utley e Ibáñez. Empero, en el octavo inning los de New York acercaron el score 5–8 con doble de Alex Rodríguez impulsando a Damon y Mark Teixeira —en ese momento Chan Ho Park relevó a Lee (7 I, 5 ER, 3 SO, 0 HR)—, y la quinta anotación llegó a través de elevado de sacrificio de Robinson Canó acarreando a Rodríguez al home. En el noveno inning, los Yankees marcaron la sexta carrera cuando Derek Jeter falló con roletazo de doble play, pero que llevó a Jorge Posada al plato. Al final Ryan Madson, que había tomado el montículo esta entrada, logró salvar el encuentro para los Phillies. Como marca personal, Utley logró empatar el mayor número de cuadrangulares (5) en una Serie Mundial, alcanzando a Reggie Jackson que realizó esa hazaña en 1977.

### Juego 6
- Día: 4 de noviembre
- Estadio: Yankee Stadium
- Lugar: Bronx, Nueva York
- Asistencia: 50.315

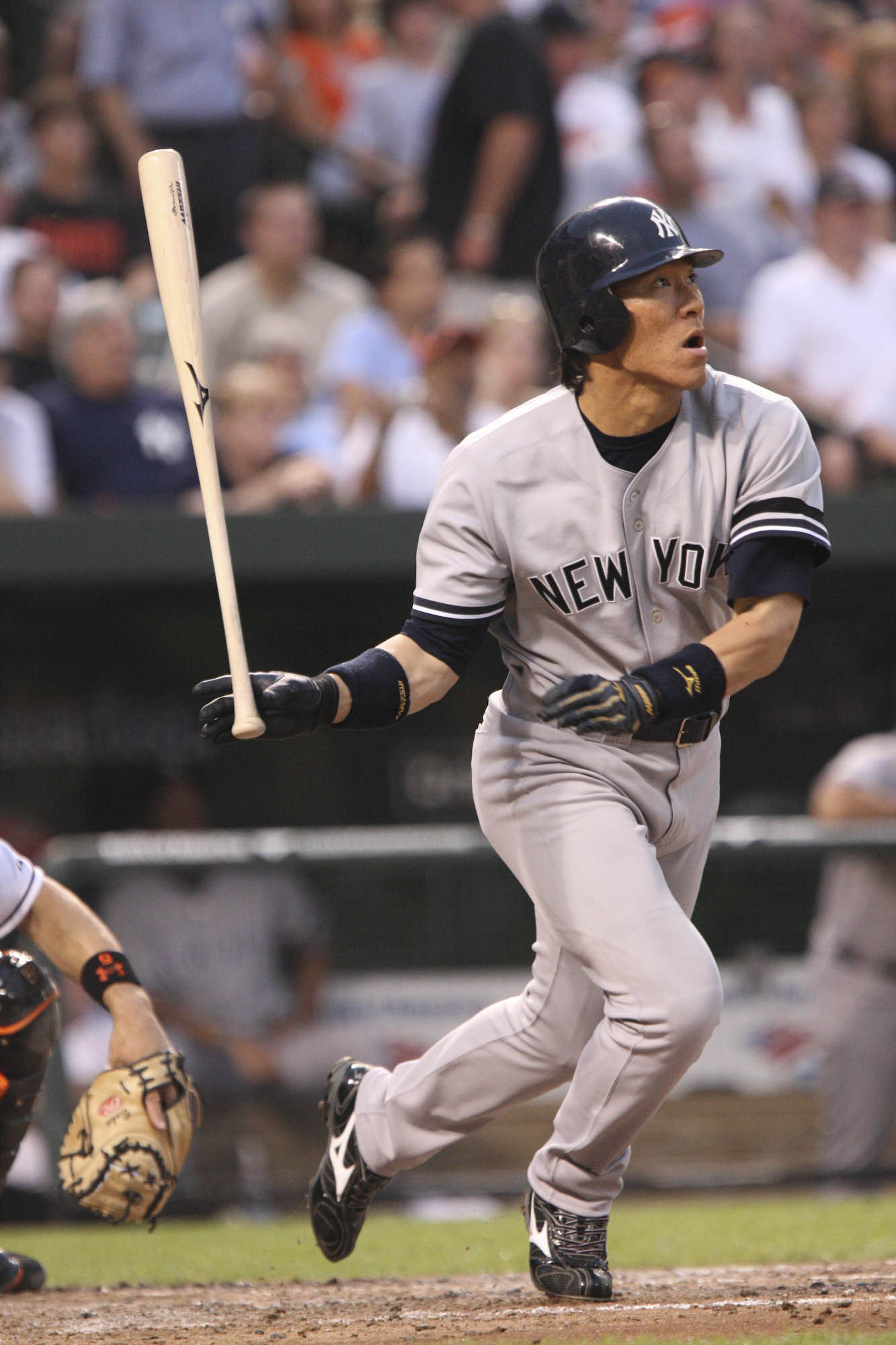
Hideki Matsui.

- Umpires: HP: Joe West. 1B: Gerry Davis. 2B: Jeff Nelson. 3B: Brian Gorman. LF: Mike Everitt. RF: Dana DeMuth.

| Equipo                                                                                         | 1 | 2 | 3 | 4 | 5 | 6 | 7 | 8 | 9 | C | H | E |
| ---------------------------------------------------------------------------------------------- | - | - | - | - | - | - | - | - | - | - | - | - |
| Philadelphia                                                                                   | 0 | 0 | 1 | 0 | 0 | 2 | 0 | 0 | 0 | 3 | 6 | 0 |
| New York                                                                                       | 0 | 2 | 2 | 0 | 3 | 0 | 0 | 0 | - | 7 | 8 | 0 |
| G: Andy Pettitte (2-0) P: Pedro Martínez (0-2) HR: PHI-Ryan Howard: 1 NYY-Hideki Matsui: 1 (3) |   |   |   |   |   |   |   |   |   |   |   |   |

El tanteador se abrió en la parte baja de la segunda entrada (2-0) cuando Hideki Matsui, por los Yankees y frente a Pedro Martínez, bateó un home run con Alex Rodríguez en primera base. En el tercer inning los Phillies anotaron una carrera por medio de elevado de sacrificio de Jimmy Rollins, frente al abridor Andy Pettitte, que empujó a Carlos Ruiz al home. Sin embargo, Hideki Matsui impulsó dos carreras, por medio de Derek Jeter y Johnny Damon en ese mismo episodio, con un sencillo al jardín central dejando el score 4-1. Sería en el quinto episodio, donde también Chad Durbin relevó a Martínez (4 I, 4 ER, 5 SO, 1 HR), que los locales agregaron tres carreras por intermedio de Mark Teixeira empujando a Jeter, y doble de Matsui que acarreó a Teixeira y Rodríguez al plato. En el sexto inning, los Phillies acortaron distancia por cuadrangular de Ryan Howard con Chase Utley a bordo; con el marcador 7-3, Joba Chamberlain relevó a Pettitte (5.2 I, 3 ER, 3 SO, 1 HR). En el séptimo episodio los Yankees mandaron a Dámaso Marte por Chamberlain al montículo, y Marte fue a su vez sustituido por Mariano Rivera en el octavo inning, quien lanzó hasta la última entrada para darle la victoria a los locales y su vigésimo séptimo título en su historia.

## Jugador Más Valioso
Hideki Matsui fue elegido como el jugador más valioso de la Serie Mundial, siendo el primer pelotero de origen japonés en merecer este reconocimiento. Destacan, entre sus números a la ofensiva, sus seis carreras impulsadas en el juego seis que igualaron el récord para un juego de clásico de otoño impuesto en 1960 por Bobby Richardson.
| Jugador       | Equipo | JJ | VB | CA | H | 2B | 3B | HR | CE | BB | K | BR | OR | AVE  |
| Hideki Matsui | NYY    | 6  | 13 | 3  | 8 | 1  | 0  | 3  | 8  | 1  | 3 | 0  | 0  | .615 |

JJ: Juegos jugados, VB: Veces al bate, CA: Carreras anotadas, H: Hits, 2B: Dobles, 3B: Triples, HR: Home runs, CE: Carreras empujadas, BB: Bases por bolas, K: Ponches, BR: Bases robadas, OR: Outs robando, AVE: Porcentaje de bateo